# Mario Handl
Mario Handl (* 15. Oktober 1974) ist ein ehemaliger österreichischer Fußballspieler und nunmehriger -trainer.

## Karriere

### Als Spieler
Handl begann seine Karriere beim SK Rapid Wien, bei dem er später auch für die Amateure zum Einsatz kam. 1994 schloss er sich dem Zweitligisten SV Stockerau an. Sein Debüt in der 2. Division gab er im September 1994 gegen den SC Austria Lustenau. Mit Stockerau musste er zu Saisonende aus der 2. Division absteigen.
Daraufhin wechselte er zur Saison 1995/96 zum Regionalligisten Wiener Sport-Club. Nach zwei Saisonen beim WSC schloss er sich 1997 dem Zweitligisten First Vienna FC an. In vier Jahren bei der Vienna kam Handl auf 97 Spiele in der zweithöchsten Spielklasse, in denen er zehn Tore erzielte. Nach dem Abstieg 2001 verließ er die Vienna und wechselte zur drittklassigen SV Schwechat. Nach einem Halbjahr bei Schwechat wechselte er im Jänner 2002 zum Ligakonkurrenten Wiener Sportklub. Mit dem WSK konnte er zu Saisonende in die zweite Liga aufsteigen. Dort blieb man allerdings nur eine Saison, ehe man wieder abstieg.
Daraufhin kehrte Handl zur drittklassigen Vienna zurück. Zwischen 2003 und 2005 absolvierte er 52 Spiele, in denen er torlos blieb. Zur Saison 2005/06 wechselte er zum PSV Team für Wien. Diesen verließ er jedoch bereits in der Winterpause wieder; er wechselte zum SC Neusiedl am See. Nach eineinhalb Jahren im Burgenland schloss er sich im Sommer 2007 dem SV Wienerberg an. Zur Saison 2008/09 wechselte er zum viertklassigen SC Columbia Floridsdorf. Mit Columbia konnte er 2010 in die Regionalliga aufsteigen. Daraufhin beendete er seine Karriere. Nach dem Karriereende hatte er noch zwei kurze Gastspiele bei den unterklassigen Vereinen SV Rust und FK Bockfließ.

### Als Trainer
Nach seinem Karriereende wurde er Co-Trainer von Franz Maresch bei seinem vorherigen Verein SC Columbia Floridsdorf. Zur Saison 2011/12 wechselte er gemeinsam mit Maresch zum Wiener Sportklub. Nach der Trennung von Maresch übernahm Handl den Sportklub interimsweise. Danach blieb er auch weiterhin Co-Trainer unter dem neuen Trainer Helmut Kraft.
Im Dezember 2013 wurde Handl Cheftrainer des WAF Brigittenau. Im Mai 2014 trennte sich der WAF von Handl. Zur Saison 2014/15 wurde er Trainer des viertklassigen SV Würmla. Im Juni 2015 trennten sich die Niederösterreicher von Handl. Daraufhin wurde er zur Saison 2015/16 Trainer des FC Klosterneuburg.
Im Jänner 2017 wurde er Co-Trainer von Franz Maresch beim Zweitligisten Floridsdorfer AC. Im April 2017 wurde er gemeinsam mit Maresch beurlaubt. Im Juni 2017 kehrte er allerdings als Co-Trainer von Thomas Eidler zum FAC zurück. Nachdem Eidler den Verein im März 2018 verlassen hatte, wurde Handl Cheftrainer des Zweitligisten.
Ab der Saison 2018/19 fungierte er unter Oliver Oberhammer wieder als Co-Trainer, zudem trainierte er die fünftklassigen Amateure. Nach der Trennung von Oberhammer war Handl auch Co unter Andreas Heraf. Nachdem man sich auch von Heraf getrennt hatte, wurde Handl im Mai 2019 wieder interimistisch Cheftrainer. Im selben Monat wurde er nach zwei Spielen als Interimstrainer erneut zum Cheftrainer befördert. Im Juni 2020 trennte sich der FAC von Handl, die Wiener belegten zu jenem Zeitpunkt nach 19 Runden den 14. Tabellenplatz. Bereits vor der Trennung verpflichtete ihn der FC Klosterneuburg wieder als Trainer für die Saison 2020/21.